# Dayr Qunnà
Dayr Qunnà fou una antiga vila de l'Iraq a la riba esquerra del Tigris a uns 90 km al sud de Bagdad.
El seu nom deriva d'un convent important existent a l'època abbàssida amb una església, un centenar de cel·les i grans terrenys amb palmeres i oliveres, lloc de pelegrinatge a la festa de la Santa Creu. El convent fou abandonat al segle xii i estava en ruïnes al segle xiii.
Aquesta vila fou l'origen dels Banu l-Jarrah, que van donar personalitat com el visir al-Hàssan ibn Màkhlaf, el visir Muhàmmad ibn Dàüd i el visir Alí ibn Issa. Els Banu l-Jarrah van tenir un paper destacat als segles ix i x i van tractar d'imposar l'anomenada convenció de Najran que concedia certs avantatges als cristians, i van donar suport al complot d'Ibn al-Mútazz (908); després es van convertir a l'islam sunnita.